# Fitosfingosina
La fitosfingosina è un composto appartenente alla famiglia dei lipidi. Lo si trova come normale componente nella cute sia dell'uomo che di numerosi mammiferi. In particolare risulta presente in maniera significativa nello strato corneo. La fitosfingosina, come altri composti quali la sfingosina e la ceramide, si è dimostrata importante componente anche nelle membrane cellulari di funghi  e piante.
Ha la proprietà di fungere da batteriostatico naturale, ha la proprietà di ridurre l'intensità dell'acne e sembra dimostrare attività antinfiammatoria.
Attualmente la fitosfingosina viene utilizzata per prodotti cosmetici, sia ad uso umano che veterinario.